# The Devil Makes Three
The Devil Makes Three é uma banda estadunidense de americana de Santa Cruz, Califórnia. O grupo mistura bluegrass, old time, country, folk, blues, jazz e ragtime e é formado pelo guitarrista Pete Bernhard, a baixista Lucia Turino e o guitarrista e banjoísta tenor Cooper McBean.

## História
Pete e Cooper vieram dos arredores de Brattleboro, Vermont, onde tocaram música juntos quando eram amigos de infância e quando estavam no colégio. Eles também conheciam Lucia (de New Hampshire, mas criada em Vermont), mas não a conheciam muito. Depois de se formarem no ensino médio, os três se mudaram para a Califórnia separadamente. Pete e Cooper se reconectaram em Olympia. Mais tarde, em Santa Cruz, eles também se reencontraram com Lucia, formando a banda logo depois em 2001. Antes de formar o The Devil Makes Three com Lucia, Pete e Cooper tocaram em bandas punk e mais tarde fizeram turnê como um duo.
Por volta de 2010, Pete e Lucia voltaram para Brattleboro. Cooper permaneceu na Califórnia e mais tarde mudou-se para Austin.
Em agosto de 2010, a banda se apresentou no Outside Lands Music and Arts Festival. Eles também se apresentaram várias vezes no festival anual Hardly Strictly Bluegrass.
Em 4 de junho de 2018, o The Devil Makes Three anunciou seu novo álbum de estúdio, Chains Are Broken, que foi produzido por Ted Hutt e lançado em 24 de agosto de 2018 pela New West Records. Junto com o anúncio do álbum, eles lançaram "Paint My Face" como um single em streaming e lançaram outra faixa do álbum, "Bad Idea", em 13 de julho de 2018.

### Projetos paralelos
O integrante Pete lançou independentemente um álbum solo, Things I Left Behind (2006). Em setembro de 2009, lançou seu álbum solo seguinte, Straight Line, pela Milan Records.

## Discografia

### Álbuns
| Título                                                        | Detalhes do álbum                                                              | Maior posição na parada | Maior posição na parada | Maior posição na parada | Maior posição na parada | Maior posição na parada |
| Título                                                        | Detalhes do álbum                                                              | US Grass                | NOS                     | US Heat                 | Indie dos EUA           | Folk americano          |
| ------------------------------------------------------------- | ------------------------------------------------------------------------------ | ----------------------- | ----------------------- | ----------------------- | ----------------------- | ----------------------- |
| The Devil Makes Three                                         | - Data de lançamento: 1º de novembro de 2002 - Gravadora: Monkeywrench Records | -                       | -                       | -                       | -                       | -                       |
| Longjohns, Boots, and a Belt                                  | - Data de lançamento: 18 de novembro de 2003 - Gravadora: Independente         | -                       | -                       | -                       | -                       | -                       |
| A Little Bit Faster and a Little Bit Worse (Gravação ao vivo) | - Data de lançamento: 17 de novembro de 2006 - Gravadora: Independente         | -                       | -                       | -                       | -                       | -                       |
| The Devil Makes Three (relançar)                              | - Data de lançamento: 20 de novembro de 2007 - Rótulo: Milan                   | 7                       | -                       | -                       | -                       | -                       |
| Do Wrong Right                                                | - Data de lançamento: 21 de abril de 2009 - Rótulo: Milan                      | 1                       | -                       | -                       | -                       | -                       |
| Stomp and Smash (Gravação ao vivo)                            | - Data de lançamento: 24 de outubro de 2011 - Rótulo: Milan                    | 4                       | -                       | 29                      | -                       | -                       |
| I'm a Stranger Here                                           | - Data de lançamento: 29 de outubro de 2014 - Rótulo: New West                 | 2                       | 124                     | 2                       | 22                      | 9                       |
| Redemption & Ruin                                             | - Data de lançamento: 16 de setembro de 2016 - Rótulo: New West                | 1                       | 144                     | 2                       | 11                      | 8                       |
| Chains Are Broken                                             | - Data de lançamento: 24 de agosto de 2018 - Rótulo: New West                  | 1                       | -                       | 3                       | 11                      | 19                      |
| Live at Red Rocks                                             | - Data de lançamento: 20 de abril de 2019 - Gravadora: Khan Records            | 3                       | -                       | -                       | -                       | -                       |
| "-" indica lançamentos que não figuraram nas paradas          |                                                                                |                         |                         |                         |                         |                         |

### Videoclipes
| Ano  | Vídeo      | Diretor     |
| ---- | ---------- | ----------- |
| 2013 | "Stranger" | Malia James |